# Kihniö
Kihniö este o comună din Finlanda.